# Myrmotherula ignota
Myrmotherula ignota là một loài chim trong họ Thamnophilidae.